# Équipes du tournoi masculin de football aux Jeux olympiques d'été de 2012
Pour un article plus général, voir Tournoi masculin de football aux Jeux olympiques d'été de 2012.
La liste suivante présente les équipes du tournoi masculin olympique de football des Jeux olympiques d'été de 2012 de Londres. Chaque nation doit inscrire une équipe de 18 joueurs avec un minimum de deux gardiens. De plus, sur les 18 joueurs, 15 joueurs (au minimum) doivent être nés après le 1er janvier 1989.

## Groupe A

### Émirats arabes unis
Ci-dessous, la liste des joueurs des Émirats arabes unis qui participent aux Jeux olympiques d'été de 2012, ainsi que leurs statistiques au cours de l'épreuve,.
| #          | Nom               | Club       | Âge        | Joués      | But inscrit | Averti     | Carton jaune · Carton jaune · Carton rouge | Carton rouge |
| Entraîneur | Entraîneur        | Entraîneur | Entraîneur | Entraîneur | Entraîneur  | Entraîneur | Entraîneur                                 | Entraîneur   |
| ---------- | ----------------- | ---------- | ---------- | ---------- | ----------- | ---------- | ------------------------------------------ | ------------ |
|            | Mahdi Ali         |            |            |            |             |            |                                            |              |
| Gardiens   |                   |            |            |            |             |            |                                            |              |
| 1          | Ali Khasif        | Al Jazira  | 25         | 2          | 0           | 0          | 0                                          | 0            |
| 18         | Khalid Eisa       | Al Jazira  | 23         | 1          | 0           | 0          | 0                                          | 0            |
| Défenseurs |                   |            |            |            |             |            |                                            |              |
| 2          | Saad Surour       | Al-Ahli    | 22         | 1          | 0           | 0          | 0                                          | 0            |
| 3          | Abdulaziz Hussain | Al Shabab  | 21         | 2          | 0           | 0          | 0                                          | 0            |
| 4          | Mohamed Ahmed     | Al Shabab  | 23         | 3          | 0           | 1          | 0                                          | 0            |
| 6          | Ali Al-Amri       | Al Nasr    | 23         | 0          | 0           | 0          | 0                                          | 0            |
| 8          | Hamdan Al Kamali  | Al-Wahda   | 23         | 3          | 0           | 0          | 0                                          | 0            |
| 14         | Abdelaziz Sanqour | Sharjah SC | 23         | 3          | 0           | 0          | 0                                          | 0            |
| Milieux    |                   |            |            |            |             |            |                                            |              |
| 5          | Amer Abdulrahman  | Baniyas SC | 23         | 3          | 0           | 0          | 0                                          | 0            |
| 7          | Ismail Al Hammadi | Al-Ahli    | 24         | 2          | 0           | 0          | 0                                          | 0            |
| 12         | Habib Fardan      | Al Nasr    | 21         | 2          | 0           | 0          | 0                                          | 0            |
| 13         | Khamis Esmaeel    | Al Jazira  | 22         | 3          | 0           | 1          | 0                                          | 0            |
| 15         | Omar Abdulrahman  | Al Ain\|   | 20         | 3          | 0           | 2          | 0                                          | 0            |
| 16         | Rashed Eisa       | Al Wasl    | 21         | 3          | 1           | 0          | 0                                          | 0            |
| 17         | Mohamed Fawzi     | Baniyas SC | 22         | 1          | 0           | 0          | 0                                          | 0            |
| Attaquants |                   |            |            |            |             |            |                                            |              |
| 9          | Ahmed Ali         | Baniyas SC | 22         | 2          | 0           | 0          | 0                                          | 0            |
| 10         | Ismaïl Matar      | Al-Wahda   | 29         | 3          | 2           | 0          | 0                                          | 0            |
| 11         | Ahmed Khalil      | Al-Ahli    | 21         | 3          | 0           | 0          | 0                                          | 0            |
| 19         | Ali Mabkhout      | Al Jazira  | 22         | 1          | 0           | 0          | 0                                          | 0            |

### Grande-Bretagne
Ci-dessous, la liste des joueurs de la Grande-Bretagne qui participent aux Jeux olympiques d'été de 2012, ainsi que leurs statistiques au cours de l'épreuve,.
| #          | Nom              | Club                 | Âge        | Joués      | But inscrit | Averti     | Carton jaune · Carton jaune · Carton rouge | Carton rouge |
| Entraîneur | Entraîneur       | Entraîneur           | Entraîneur | Entraîneur | Entraîneur  | Entraîneur | Entraîneur                                 | Entraîneur   |
| ---------- | ---------------- | -------------------- | ---------- | ---------- | ----------- | ---------- | ------------------------------------------ | ------------ |
|            | Stuart Pearce    |                      |            |            |             |            |                                            |              |
| Gardiens   |                  |                      |            |            |             |            |                                            |              |
| 1          | Jack Butland     | Birmingham City      |            | 4          | 0           | 0          | 0                                          | 0            |
| 18         | Jason Steele     | Middlesbrough        |            | 0          | 0           | 0          | 0                                          | 0            |
| Défenseurs |                  |                      |            |            |             |            |                                            |              |
| 3          | Ryan Bertrand    | Chelsea              |            | 3          | 0           | 0          | 0                                          | 0            |
| 5          | Steven Caulker   | Tottenham Hotspur    |            | 4          | 0           | 0          | 0                                          | 0            |
| 6          | Craig Dawson     | West Bromwich Albion |            | 2          | 0           | 0          | 0                                          | 0            |
| 14         | Micah Richards   | Manchester City      |            | 4          | 0           | 0          | 0                                          | 0            |
| 4          | Danny Rose       | Tottenham Hotspur    |            | 3          | 0           | 0          | 0                                          | 0            |
| 2          | Neil Taylor      | Swansea City         |            | 4          | 0           | 1          | 0                                          | 0            |
| 12         | James Tomkins    | West Ham United      |            | 1          | 0           | 0          | 0                                          | 0            |
| Milieux    |                  |                      |            |            |             |            |                                            |              |
| 8          | Joe Allen        | Liverpool FC         |            | 4          | 0           | 1          | 0                                          | 0            |
| 7          | Tom Cleverley    | Manchester United    |            | 4          | 0           | 0          | 0                                          | 0            |
| 13         | Jack Cork        | Southampton          |            | 3          | 0           | 0          | 0                                          | 0            |
| 11         | Ryan Giggs       | Manchester United    |            | 3          | 1           | 0          | 0                                          | 0            |
| 16         | Scott Sinclair   | Swansea City         |            | 3          | 1           | 0          | 0                                          | 0            |
| 15         | Aaron Ramsey     | Arsenal              |            | 4          | 1           | 1          | 0                                          | 0            |
| Attaquants |                  |                      |            |            |             |            |                                            |              |
| 10         | Craig Bellamy    | Liverpool            |            | 4          | 1           | 1          | 0                                          | 0            |
| 17         | Marvin Sordell   | Bolton Wanderers     |            | 2          | 0           | 0          | 0                                          | 0            |
| 9          | Daniel Sturridge | Chelsea              |            | 4          | 2           | 1          | 0                                          | 0            |

### Sénégal
Ci-dessous, la liste des joueurs du Sénégal qui participent aux Jeux olympiques d'été de 2012, ainsi que leurs statistiques au cours de l'épreuve,.
| #          | Nom              | Club                   | Âge        | Joués      | But inscrit | Averti     | Carton jaune · Carton jaune · Carton rouge | Carton rouge |
| Entraîneur | Entraîneur       | Entraîneur             | Entraîneur | Entraîneur | Entraîneur  | Entraîneur | Entraîneur                                 | Entraîneur   |
| ---------- | ---------------- | ---------------------- | ---------- | ---------- | ----------- | ---------- | ------------------------------------------ | ------------ |
|            | Karim Sega diouf |                        |            |            |             |            |                                            |              |
| Gardiens   |                  |                        |            |            |             |            |                                            |              |
| 1          | Ousmane Mané     | Diambars FC            | 21         | 4          | 0           | 0          | 0                                          | 0            |
| 18         | Papa Camara      | FC Sochaux-Montbéliard | 19         | 0          | 0           | 0          | 0                                          | 0            |
| Défenseurs |                  |                        |            |            |             |            |                                            |              |
| 2          | Saliou Ciss      | Tromsø IL              | 22         | 3          | 0           | 0          | 0                                          | 0            |
| 4          | Abdoulaye Ba     | Académica Coimbra      | 21         | 3          | 0           | 2          | 0                                          | 1            |
| 5          | Papa Gueye       | Metalist Kharkiv       | 28         | 4          | 0           | 1          | 0                                          | 0            |
| 6          | Zargo Touré      | US Boulogne CO         | 22         | 4          | 0           | 1          | 0                                          | 0            |
| 9          | Kara Mbodj       | Tromsø IL              | 22         | 3          | 0           | 0          | 0                                          | 0            |
| 16         | Pape Souaré      | LOSC Lille             | 22         | 4          | 0           | 2          | 0                                          | 0            |
| Milieux    |                  |                        |            |            |             |            |                                            |              |
| 3          | Ibrahima Seck    | SAS Épinal             | 22         | 1          | 0           | 0          | 0                                          | 0            |
| 8          | Cheikhou Kouyaté | RSC Anderlecht         | 22         | 4          | 0           | 1          | 0                                          | 0            |
| 10         | Sadio Mané       | FC Metz                | 20         | 4          | 0           | 1          | 0                                          | 0            |
| 13         | Mohamed Diamé    | West Ham United        | 25         | 4          | 0           | 1          | 0                                          | 0            |
| 14         | Idrissa Gueye    | LOSC Lille             | 22         | 1          | 0           | 0          | 0                                          | 0            |
| 17         | Stéphane Badji   | Sogndal Fotball        | 22         | 2          | 0           | 1          | 0                                          | 0            |
| Attaquants |                  |                        |            |            |             |            |                                            |              |
| 7          | Pape Konaté      | Maccabi Tel Aviv       | 19         | 4          | 5           | 0          | 0                                          | 0            |
| 11         | Kalidou Yero     | Gil Vicente            | 20         | 4          | 0           | 1          | 0                                          | 0            |
| 12         | Ibrahima Baldé   | Osasuna                | 23         | 3          | 1           | 0          | 0                                          | 0            |
| 15         | Magaye Gueye     | Everton FC             | 22         | 3          | 0           | 0          | 0                                          | 0            |

### Uruguay
Ci-dessous, la liste des joueurs de l'Uruguay qui participent aux Jeux olympiques d'été de 2012, ainsi que leurs statistiques au cours de l'épreuve,.
| #          | Nom                 | Club                | Âge        | Joués      | But inscrit | Averti     | Carton jaune · Carton jaune · Carton rouge | Carton rouge |
| Entraîneur | Entraîneur          | Entraîneur          | Entraîneur | Entraîneur | Entraîneur  | Entraîneur | Entraîneur                                 | Entraîneur   |
| ---------- | ------------------- | ------------------- | ---------- | ---------- | ----------- | ---------- | ------------------------------------------ | ------------ |
|            | Óscar Tabárez       |                     |            |            |             |            |                                            |              |
| Gardiens   |                     |                     |            |            |             |            |                                            |              |
| 1          | Martin Campana      | Cerro Largo         | 23         | 3          | 0           | 0          | 0                                          | 0            |
| 18         | Leandro Gelpi       | Penarol             | 21         | 0          | 0           | 0          | 0                                          | 0            |
| Défenseurs |                     |                     |            |            |             |            |                                            |              |
| 13         | Matías Aguirregaray | Palerme             | 23         | 2          | 0           | 0          | 0                                          | 0            |
| 5          | Emiliano Albin      | Penarol             | 23         | 2          | 0           | 1          | 0                                          | 0            |
| 2          | Ramon Arias         | Defensor Sporting   | 19         | 3          | 0           | 1          | 0                                          | 0            |
| 4          | Sebastian Coates    | Liverpool           | 21         | 3          | 0           | 1          | 0                                          | 0            |
| 3          | Diego Polenta*      | Bari                | 20         | 0          | 0           | 0          | 0                                          | 0            |
| 6          | Alexis Rolin        | Nacional            | 23         | 3          | 0           | 1          | 0                                          | 0            |
| Milieux    |                     |                     |            |            |             |            |                                            |              |
| 8          | Maximiliano Calzada | Nacional            | 22         | 2          | 0           | 0          | 0                                          | 0            |
| 14         | Nicolás Lodeiro     | Botafogo            | 23         | 3          | 1           | 1          | 0                                          | 0            |
| 10         | Gastón Ramírez      | Bologne             | 21         | 3          | 1           | 2          | 0                                          | 0            |
| 17         | Egidio Arévalo *    | Palerme             | 30         | 3          | 0           | 0          | 0                                          | 0            |
| 12         | Urreta              | Vitoria Guimaraes   | 22         | 2          | 0           | 0          | 0                                          | 0            |
| Attaquants |                     |                     |            |            |             |            |                                            |              |
| 7          | Edinson Cavani      | Paris Saint-Germain | 25         | 3          | 0           | 0          | 0                                          | 0            |
| 11         | Abel Hernández      | Palerme             | 21         | 1          | 0           | 0          | 0                                          | 0            |
| 9          | Luis Alberto Suárez | Liverpool           | 25         | 3          | 0           | 1          | 0                                          | 0            |
| 16         | Tabare Viudez       | Nacional            | 22         | 2          | 0           | 0          | 0                                          | 0            |

## Groupe B

### Corée du Sud
Ci-dessous, la liste des joueurs de la Corée du Sud qui participent aux Jeux olympiques d'été de 2012, ainsi que leurs statistiques au cours de l'épreuve,.
| #          | Nom             | Club                    | Âge        | Joués      | But inscrit | Averti     | Carton jaune · Carton jaune · Carton rouge | Carton rouge |
| Entraîneur | Entraîneur      | Entraîneur              | Entraîneur | Entraîneur | Entraîneur  | Entraîneur | Entraîneur                                 | Entraîneur   |
| ---------- | --------------- | ----------------------- | ---------- | ---------- | ----------- | ---------- | ------------------------------------------ | ------------ |
|            | Hong Myung-bo   |                         |            |            |             |            |                                            |              |
| Gardiens   |                 |                         |            |            |             |            |                                            |              |
| 1          | Jung Sung-ryong | Suwon Samsung Bluewings |            | 5          | 0           | 1          | 0                                          | 0            |
| 18         | Lee Bum-young   | Busan IPark             |            | 2          | 0           | 1          | 0                                          | 0            |
| Défenseurs |                 |                         |            |            |             |            |                                            |              |
| 2          | Oh Jae-suk      | Gangwon Football Club   |            | 3          | 0           | 2          | 0                                          | 0            |
| 3          | Yun Suk-young   | Chunnam Dragons         |            | 6          | 0           | 0          | 0                                          | 0            |
| 4          | Kim Young-gwon  | Omiya Ardija            |            | 6          | 0           | 1          | 0                                          | 0            |
| 5          | Kim Kee-hee     | Daegu FC                |            | 1          | 0           | 0          | 0                                          | 0            |
| 12         | Hwang Seok-ho   | Sanfrecce Hiroshima     |            | 6          | 0           | 0          | 0                                          | 0            |
| 14         | Kim Chang-soo   | Busan IPark             |            | 4          | 0           | 0          | 0                                          | 0            |
| Milieux    |                 |                         |            |            |             |            |                                            |              |
| 6          | Ki Sung-yueng   | Celtic FC               |            | 6          | 0           | 2          | 0                                          | 0            |
| 7          | Kim Bo-kyung    | Cerezo Osaka            |            | 5          | 0           | 1          | 0                                          | 0            |
| 8          | Baek Sung-dong  | Júbilo Iwata            |            | 5          | 0           | 0          | 0                                          | 0            |
| 9          | Ji Dong-won     | Sunderland AFC          |            | 6          | 1           | 1          | 0                                          | 0            |
| 11         | Nam Tae-hee     | Lekhwiya Sports Club    |            | 6          | 0           | 0          | 0                                          | 0            |
| 13         | Koo Ja-cheol    | FC Augsburg             |            | 6          | 1           | 1          | 0                                          | 0            |
| 15         | Park Jong-woo   | Busan IPark             |            | 5          | 0           | 1          | 0                                          | 0            |
| 16         | Jung Woo-young  | Kyoto Sanga             |            | 1          | 0           | 0          | 0                                          | 0            |
| Attaquants |                 |                         |            |            |             |            |                                            |              |
| 10         | Park Chu-young  | Arsenal FC              |            | 6          | 2           | 1          | 0                                          | 0            |
| 17         | Kim Hyun-sung   | FC Séoul                |            | 3          | 0           | 0          | 0                                          | 0            |

### Gabon
Ci-dessous, la liste des joueurs du Gabon qui participent aux Jeux olympiques d'été de 2012, ainsi que leurs statistiques au cours de l'épreuve,.
| #          | Nom                       | Club                   | Âge        | Joués      | But inscrit | Averti     | Carton jaune · Carton jaune · Carton rouge | Carton rouge |
| Entraîneur | Entraîneur                | Entraîneur             | Entraîneur | Entraîneur | Entraîneur  | Entraîneur | Entraîneur                                 | Entraîneur   |
| ---------- | ------------------------- | ---------------------- | ---------- | ---------- | ----------- | ---------- | ------------------------------------------ | ------------ |
|            | Claude Albert Mbourounot  |                        |            |            |             |            |                                            |              |
| Gardiens   |                           |                        |            |            |             |            |                                            |              |
| 1          | Didier Ovono              | Le Mans FC             | 29         | 3          | 0           | 0          | 0                                          | 0            |
| 18         | Anthony Mfa Mezui         | FC Metz                | 21         | 0          | 0           | 0          | 0                                          | 0            |
| Défenseurs |                           |                        |            |            |             |            |                                            |              |
| 2          | Muller Dinda              | Cercle Mbéri           | 16         | 3          | 0           | 1          | 0                                          | 0            |
| 3          | Stévy Nzambé              | Olympique de Marseille | 20         | 2          | 0           | 0          | 0                                          | 0            |
| 5          | Bruno Ecuele Manga        | FC Lorient             | 24         | 0          | 0           | 0          | 0                                          | 0            |
| 6          | Rémy Ebanega              | US Bitam               | 22         | 0          | 0           | 0          | 0                                          | 0            |
| 16         | Emmanuel Ndong            | Sogéa FC               | 20         | 1          | 0           | 0          | 0                                          | 0            |
| Milieux    |                           |                        |            |            |             |            |                                            |              |
| 4          | Franck Engonga            | USM Libreville         | 19         | 3          | 0           | 0          | 0                                          | 0            |
| 8          | Alexander N'Doumbou       | US Orléans             | 20         | 3          | 0           | 1          | 0                                          | 0            |
| 10         | Lévy Madinda              | Celta Vigo             | 20         | 3          | 0           | 0          | 0                                          | 0            |
| 12         | Merlin Tandjigora         | USJA Carquefou         | 22         | 3          | 0           | 1          | 0                                          | 0            |
| 13         | Cédric Boussoughou        | Mangasport             | 21         | 3          | 0           | 0          | 0                                          | 0            |
| 14         | André Biyogo Poko         | Bordeaux               | 19         | 0          | 0           | 0          | 0                                          | 0            |
| 15         | Henri Ndong               | US Bitam               | 19         | 2          | 0           | 0          | 1                                          | 0            |
| 17         | Jerry Obiang              | Sogéa FC               | 20         | 3          | 0           | 0          | 0                                          | 0            |
| 21         | Samson Mbingui            | Mangasport             | 20         | 2          | 0           | 0          | 0                                          | 0            |
| Attaquants |                           |                        |            |            |             |            |                                            |              |
| 7          | Allen Nono                | USM Libreville         | 19         | 3          | 0           | 1          | 0                                          | 0            |
| 9          | Pierre-Emerick Aubameyang | Saint-Étienne          | 23         | 3          | 1           | 0          | 0                                          | 0            |
| 11         | Axel Méyé                 | US Bitam               | 17         | 3          | 0           | 0          | 0                                          | 0            |

### Mexique
Ci-dessous, la liste des joueurs du Mexique qui participent aux Jeux olympiques d'été de 2012, ainsi que leurs statistiques au cours de l'épreuve,.
| #          | Nom                    | Club                      | Âge        | Joués      | But inscrit | Averti     | Carton jaune · Carton jaune · Carton rouge | Carton rouge |
| Entraîneur | Entraîneur             | Entraîneur                | Entraîneur | Entraîneur | Entraîneur  | Entraîneur | Entraîneur                                 | Entraîneur   |
| ---------- | ---------------------- | ------------------------- | ---------- | ---------- | ----------- | ---------- | ------------------------------------------ | ------------ |
|            | Luis Fernando Tena     |                           |            |            |             |            |                                            |              |
| Gardiens   |                        |                           |            |            |             |            |                                            |              |
| 1          | José de Jesús Corona   | Cruz Azul                 | 31         | 6          | 0           | 0          | 0                                          | 0            |
| 18         | José Antonio Rodríguez | Chivas de Guadalajara     | 19         | 0          | 0           | 0          | 0                                          | 0            |
| Défenseurs |                        |                           |            |            |             |            |                                            |              |
| 2          | Israel Jiménez         | Tigres UANL               | 22         | 4          | 0           | 2          | 0                                          | 0            |
| 3          | Carlos Salcido         | Tigres UANL               | 32         | 6          | 0           | 0          | 0                                          | 0            |
| 4          | Hiram Mier             | Club de Fútbol Monterrey  | 22         | 6          | 0           | 0          | 0                                          | 0            |
| 5          | Dárvin Chávez          | Club de Fútbol Monterrey  | 22         | 6          | 0           | 0          | 0                                          | 0            |
| 13         | Diego Reyes            | Club América              | 19         | 6          | 0           | 2          | 0                                          | 0            |
| 15         | Néstor Vidrio          | Club de Fútbol Pachuca    | 23         | 4          | 0           | 1          | 0                                          | 0            |
| 16         | Miguel Ponce           | Chivas de Guadalajara     | 23         | 5          | 0           | 0          | 0                                          | 0            |
| 17         | Néstor Araujo          | Cruz Azul                 | 20         | 0          | 0           | 0          | 0                                          | 0            |
| Milieux    |                        |                           |            |            |             |            |                                            |              |
| 6          | Héctor Miguel Herrera  | Club de Fútbol Pachuca    | 22         | 4          | 1           | 2          | 0                                          | 0            |
| 7          | Javier Cortés          | Club Universidad Nacional | 22         | 2          | 1           | 0          | 0                                          | 0            |
| 8          | Marco Fabián           | Chivas de Guadalajara     | 22         | 6          | 1           | 1          | 0                                          | 0            |
| 11         | Javier Aquino          | Cruz Azul                 | 22         | 6          | 1           | 0          | 0                                          | 0            |
| 14         | Jorge Enríquez         | Chivas de Guadalajara     | 21         | 6          | 1           | 0          | 0                                          | 0            |
| Attaquants |                        |                           |            |            |             |            |                                            |              |
| 9          | Oribe Peralta          | Santos Laguna             | 21         | 6          | 4           | 0          | 0                                          | 0            |
| 10         | Giovani dos Santos     | Tottenham                 | 23         | 5          | 3           | 0          | 0                                          | 0            |
| 12         | Raúl Jiménez           | Club América              | 28         | 5          | 0           | 0          | 0                                          | 0            |

### Suisse
Ci-dessous, la liste des joueurs de la Suisse qui participent aux Jeux olympiques d'été de 2012, ainsi que leurs statistiques au cours de l'épreuve,.
| #          | Nom                 | Club                    | Âge        | Joués      | But inscrit | Averti     | Carton jaune · Carton jaune · Carton rouge | Carton rouge |
| Entraîneur | Entraîneur          | Entraîneur              | Entraîneur | Entraîneur | Entraîneur  | Entraîneur | Entraîneur                                 | Entraîneur   |
| ---------- | ------------------- | ----------------------- | ---------- | ---------- | ----------- | ---------- | ------------------------------------------ | ------------ |
|            | Pierluigi Tami      |                         |            |            |             |            |                                            |              |
| Gardiens   |                     |                         |            |            |             |            |                                            |              |
| 1          | Diego Benaglio      | VfL Wolfsbourg          |            | 3          | 0           | 0          | 0                                          | 0            |
| 18         | Benjamin Siegrist   | Aston Villa FC          |            | 0          | 0           | 0          | 0                                          | 0            |
| Défenseurs |                     |                         |            |            |             |            |                                            |              |
| 3          | Fabio Daprelà       | Brescia Calcio          |            | 1          | 0           | 1          | 0                                          | 0            |
| 5          | François Affolter   | Werder Brême            |            | 1          | 0           | 1          | 0                                          | 0            |
| 6          | Alain Wiss          | FC Lucerne              |            | 2          | 0           | 0          | 0                                          | 0            |
| 13         | Ricardo Rodriguez   | VfL Wolfsbourg          |            | 3          | 0           | 0          | 0                                          | 0            |
| 15         | Timm Klose          | 1. FC Nuremberg         |            | 3          | 0           | 1          | 0                                          | 0            |
| 16         | Fabian Schär        | FC Bâle                 |            | 2          | 0           | 0          | 0                                          | 0            |
| 17         | Michel Morganella   | Novare Calcio           |            | 2          | 0           | 1          | 0                                          | 0            |
| Milieux    |                     |                         |            |            |             |            |                                            |              |
| 2          | Xavier Hochstrasser | FC Lucerne              |            | 2          | 0           | 1          | 0                                          | 0            |
| 4          | Oliver Buff         | FC Zurich               |            | 1          | 0           | 0          | 1                                          | 0            |
| 8          | Amir Abrashi        | Grasshopper Club Zurich |            | 3          | 0           | 0          | 0                                          | 0            |
| 9          | Fabian Frei         | FC Bâle                 |            | 3          | 0           | 0          | 0                                          | 0            |
| 10         | Pajtim Kasami       | Fulham FC               |            | 3          | 0           | 1          | 0                                          | 0            |
| Attaquants |                     |                         |            |            |             |            |                                            |              |
| 7          | Innocent Emeghara   | FC Lorient              |            | 3          | 1           | 1          | 0                                          | 0            |
| 11         | Admir Mehmedi       | Dynamo Kiev             |            | 3          | 1           | 0          | 0                                          | 0            |
| 12         | Josip Drmić         | FC Zurich               |            | 2          | 0           | 1          | 0                                          | 0            |
| 14         | Steven Zuber        | Grasshopper Club Zurich |            | 3          | 0           | 0          | 0                                          | 0            |

## Groupe C

### Biélorussie
Ci-dessous, la liste des joueurs de la Biélorussie qui participent aux Jeux olympiques d'été de 2012, ainsi que leurs statistiques au cours de l'épreuve,.
| #          | Nom                     | Club               | Âge        | Joués      | But inscrit | Averti     | Carton jaune · Carton jaune · Carton rouge | Carton rouge |
| Entraîneur | Entraîneur              | Entraîneur         | Entraîneur | Entraîneur | Entraîneur  | Entraîneur | Entraîneur                                 | Entraîneur   |
| ---------- | ----------------------- | ------------------ | ---------- | ---------- | ----------- | ---------- | ------------------------------------------ | ------------ |
|            | Georgi Kondratiev       |                    |            |            |             |            |                                            |              |
| Gardiens   |                         |                    |            |            |             |            |                                            |              |
| 1          | Aleksandr Gutor         | BATE Borissov      | 23         | 3          | 0           | 0          | 0                                          | 0            |
| 18         | Andrey Shcharbakow      | BATE Borissov      | 21         | 0          | 0           | 0          | 0                                          | 0            |
| Défenseurs |                         |                    |            |            |             |            |                                            |              |
| 3          | Ihar Kuzmyanok          | FK Gomel           | 22         | 3          | 0           | 0          | 0                                          | 0            |
| 4          | Syarhey Palitsevich     | FK Dynamo Minsk    | 22         | 3          | 0           | 1          | 0                                          | 0            |
| 6          | Alyaksey Hawrylovich    | Naftan Novopolotsk | 22         | 1          | 0           | 0          | 0                                          | 0            |
| 7          | Maksim Vitus            | FK Neman Grodno    | 23         | 3          | 0           | 1          | 0                                          | 0            |
| 12         | Alyaksey Kazlow         | Torpedo Jodzina    | 23         | 3          | 0           | 1          | 0                                          | 0            |
| 17         | Denis Polyakov          | BATE Borissov      | 21         | 3          | 0           | 0          | 0                                          | 0            |
| Milieux    |                         |                    |            |            |             |            |                                            |              |
| 2          | Stanislav Dragun        | FK Dynamo Minsk    | 24         | 3          | 0           | 1          | 0                                          | 0            |
| 5          | Dmitri Baga             | BATE Borissov      | 22         | 3          | 1           | 0          | 0                                          | 0            |
| 10         | Renan Bressan           | BATE Borissov      | 23         | 3          | 1           | 0          | 0                                          | 0            |
| 13         | Ilya Aleksievich        | BATE Borissov      | 21         | 3          | 0           | 0          | 0                                          | 0            |
| 15         | Artiom Soloveï          | Torpedo Jodzina    | 21         | 2          | 0           | 0          | 0                                          | 0            |
| 16         | Mikhail Gordeychuk      | Belshina Babruisk  | 22         | 3          | 0           | 0          | 0                                          | 0            |
| Attaquants |                         |                    |            |            |             |            |                                            |              |
| 8          | Sergueï Kornilenko      | Krylia Sovetov     | 29         | 3          | 0           | 1          | 0                                          | 0            |
| 9          | Uladzimir Khvashchynski | FK Dinamo Brest    | 22         | 0          | 0           | 0          | 0                                          | 0            |
| 11         | Andrey Varankow         | FK Neman Grodno    | 23         | 3          | 1           | 0          | 0                                          | 0            |
| 14         | Yahor Zubovich          | Naftan Novopolotsk | 23         | 2          | 0           | 0          | 0                                          | 0            |
| 19         | Maksim Skavych          | Belshina Babruisk  | 22         | 1          | 0           | 0          | 0                                          | 0            |

### Brésil
Ci-dessous, la liste des joueurs du Brésil qui participent aux Jeux olympiques d'été de 2012, ainsi que leurs statistiques au cours de l'épreuve,.
| #          | Nom             | Club                              | Âge        | Joués      | But inscrit | Averti     | Carton jaune · Carton jaune · Carton rouge | Carton rouge |
| Entraîneur | Entraîneur      | Entraîneur                        | Entraîneur | Entraîneur | Entraîneur  | Entraîneur | Entraîneur                                 | Entraîneur   |
| ---------- | --------------- | --------------------------------- | ---------- | ---------- | ----------- | ---------- | ------------------------------------------ | ------------ |
|            | Mano Menezes    |                                   |            |            |             |            |                                            |              |
| Gardiens   |                 |                                   |            |            |             |            |                                            |              |
| 1          | Rafael Cabral   | SSC Naples                        | 24         | 4          | 0           | 0          | 0                                          | 0            |
| 18         | Neto            | ACF Fiorentina                    | 24         | 2          | 0           | 0          | 0                                          | 0            |
| Défenseurs |                 |                                   |            |            |             |            |                                            |              |
| 15         | Alex Sandro     | FC Porto                          | 23         | 2          | 0           | 0          | 1                                          | 0            |
| 14         | Danilo          | FC Porto                          | 23         | 4          | 1           | 0          | 0                                          | 0            |
| 2          | Rafael da Silva | Manchester United                 | 24         | 6          | 1           | 0          | 0                                          | 0            |
| 6          | Marcelo *       | Real Madrid                       | 26         | 6          | 0           | 2          | 0                                          | 0            |
| 3          | Thiago Silva *  | Paris SG                          | 29         | 6          | 0           | 0          | 0                                          | 0            |
| 13         | Bruno Uvini     | SSC Naples                        | 23         | 1          | 0           | 0          | 0                                          | 0            |
| 4          | Juan Jesus      | Inter Milan                       | 23         | 6          | 0           | 0          | 0                                          | 0            |
| Milieux    |                 |                                   |            |            |             |            |                                            |              |
| 8          | Rômulo          | Spartak Moscou                    | 23         | 6          | 1           | 1          | 0                                          | 0            |
| 5          | Sandro          | Queens Park Rangers Football Club | 25         | 6          | 1           | 1          | 0                                          | 0            |
| 7          | Lucas Moura     | Paris SG                          | 21         | 4          | 0           | 0          | 0                                          | 0            |
| 16         | Ganso           | São Paulo FC                      | 24         | 2          | 0           | 0          | 0                                          | 0            |
| 10         | Oscar           | Chelsea FC                        | 22         | 6          | 1           | 0          | 0                                          | 0            |
| Attaquants |                 |                                   |            |            |             |            |                                            |              |
| 17         | Alexandre Pato  | São Paulo FC                      | 24         | 6          | 1           | 0          | 0                                          | 0            |
| 12         | Hulk *          | Zénith Saint-Pétersbourg          | 28         | 5          | 1           | 1          | 0                                          | 0            |
| 9          | Leandro Damião  | Santos FC                         | 25         | 5          | 6           | 2          | 0                                          | 0            |
| 11         | Neymar          | FC Barcelone                      | 22         | 6          | 3           | 0          | 0                                          | 0            |

### Égypte
Ci-dessous, la liste des joueurs de l'Égypte qui participent aux Jeux olympiques d'été de 2012, ainsi que leurs statistiques au cours de l'épreuve,.
| #          | Nom                 | Club                   | Âge        | Joués      | But inscrit | Averti     | Carton jaune · Carton jaune · Carton rouge | Carton rouge |
| Entraîneur | Entraîneur          | Entraîneur             | Entraîneur | Entraîneur | Entraîneur  | Entraîneur | Entraîneur                                 | Entraîneur   |
| ---------- | ------------------- | ---------------------- | ---------- | ---------- | ----------- | ---------- | ------------------------------------------ | ------------ |
|            | Hany Ramzy          |                        |            |            |             |            |                                            |              |
| Gardiens   |                     |                        |            |            |             |            |                                            |              |
| 1          | Ahmed El-Shenawy    | Zamalek SC             | 21         | 4          | 0           | 0          | 0                                          | 0            |
| 18         | Mohamed Bassem      | Tala'ea El Geish       | 21         | 0          | 0           | 0          | 0                                          | 0            |
| Défenseurs |                     |                        |            |            |             |            |                                            |              |
| 2          | Mahmoud Alaa Eldin  | Haras El-Hedood Club   | 21         | 3          | 0           | 3          | 0                                          | 0            |
| 3          | Ali Fathy           | Nacional Madère        | 27         | 0          | 0           | 0          | 0                                          | 0            |
| 4          | Omar Gaber          | Zamalek SC             | 20         | 2          | 0           | 1          | 0                                          | 0            |
| 6          | Ahmed Hegazy        | ACF Fiorentina         | 21         | 4          | 0           | 0          | 0                                          | 0            |
| 12         | Islam Ramadan       | Haras El-Hedood Club   | 21         | 4          | 0           | 1          | 0                                          | 0            |
| 15         | Saad Samir          | Al Ahly SC             | 23         | 2          | 0           | 0          | 0                                          | 1            |
| Milieux    |                     |                        |            |            |             |            |                                            |              |
| 5          | Mohamed Aboutreika  | Al Ahly SC             | 33         | 4          | 2           | 0          | 0                                          | 0            |
| 7          | Ahmed Fathy         | Al Ahly SC             | 27         | 4          | 0           | 0          | 0                                          | 0            |
| 8          | Shehab El-Din Ahmed | Al Ahly SC             | 22         | 4          | 0           | 0          | 0                                          | 0            |
| 10         | Emad Moteab         | Al Ahly SC             | 29         | 4          | 0           | 0          | 0                                          | 0            |
| 13         | Saleh Gomaa         | Nacional Madère        | 18         | 3          | 0           | 1          | 0                                          | 0            |
| 14         | Hossam Hassan       | Gil Vicente            | 23         | 4          | 0           | 0          | 0                                          | 0            |
| 17         | Mohamed El-Nenny    | FC Bâle                | 20         | 4          | 0           | 0          | 0                                          | 0            |
| Attaquants |                     |                        |            |            |             |            |                                            |              |
| 9          | Marwan Mohsen       | Petrojet Football Club | 23         | 4          | 1           | 0          | 0                                          | 0            |
| 11         | Mohamed Salah       | Chelsea FC             | 20         | 4          | 3           | 0          | 0                                          | 0            |
| 16         | Ahmed Magdy         | Ghazl El Mahallah      | 23         | 2          | 0           | 0          | 0                                          | 0            |

### Nouvelle-Zélande
Ci-dessous, la liste des joueurs de la Nouvelle-Zélande qui participent aux Jeux olympiques d'été de 2012, ainsi que leurs statistiques au cours de l'épreuve,.
| #          | Nom                | Club                   | Âge        | Joués      | But inscrit | Averti     | Carton jaune · Carton jaune · Carton rouge | Carton rouge |
| Entraîneur | Entraîneur         | Entraîneur             | Entraîneur | Entraîneur | Entraîneur  | Entraîneur | Entraîneur                                 | Entraîneur   |
| ---------- | ------------------ | ---------------------- | ---------- | ---------- | ----------- | ---------- | ------------------------------------------ | ------------ |
|            | Neil Emblen        |                        |            |            |             |            |                                            |              |
| Gardiens   |                    |                        |            |            |             |            |                                            |              |
| 1          | Jake Gleeson       | Portland Timbers       | 22         | 0          | 0           | 0          | 0                                          | 0            |
| 18         | Michael O'Keeffe   | Fairfield Stags        | 21         | 3          | 0           | 0          | 0                                          | 0            |
| Défenseurs |                    |                        |            |            |             |            |                                            |              |
| 2          | Tim Payne          | Blackburn Rovers       | 18         | 3          | 0           | 0          | 0                                          | 0            |
| 3          | Ian Hogg           | Auckland City          | 22         | 3          | 0           | 1          | 0                                          | 0            |
| 4          | Tim Myers          | Waitakere United       | 21         | 1          | 0           | 1          | 0                                          | 0            |
| 5          | Tommy Smith        | Ipswich Town           | 22         | 3          | 0           | 1          | 0                                          | 0            |
| 6          | Ryan Nelsen        | Queens Park Rangers    | 34         | 3          | 0           | 0          | 0                                          | 0            |
| 12         | Adam Thomas        | Waikato                | 20         | 3          | 0           | 0          | 0                                          | 0            |
| 14         | James Musa         | Team Wellington        | 20         | 1          | 0           | 0          | 0                                          | 0            |
| Milieux    |                    |                        |            |            |             |            |                                            |              |
| 8          | Michael McGlinchey | Central Coast Mariners | 25         | 3          | 0           | 0          | 0                                          | 0            |
| 11         | Marco Rojas        | Melbourne Victory      | 20         | 3          | 0           | 0          | 0                                          | 0            |
| 13         | Alex Feneridis     | Auckland City          | 22         | 1          | 0           | 0          | 0                                          | 0            |
| 15         | Cameron Howieson   | Burnley                | 17         | 3          | 0           | 0          | 0                                          | 0            |
| 17         | Adam McGeorge      | Auckland City          | 23         | 1          | 0           | 0          | 0                                          | 0            |
| Attaquants |                    |                        |            |            |             |            |                                            |              |
| 7          | Kosta Barbarouses  | Panathinaïkos          | 22         | 3          | 0           | 1          | 0                                          | 0            |
| 9          | Shane Smeltz       | Perth Glory            | 30         | 3          | 0           | 1          | 0                                          | 0            |
| 10         | Chris Wood         | West Bromwich Albion   | 20         | 3          | 1           | 0          | 0                                          | 0            |
| 16         | Dakota Lucas       | Sunshine Coast F.C.    | 21         | 1          | 0           | 0          | 0                                          | 0            |

## Groupe D

### Espagne
Ci-dessous, la liste des joueurs d'Espagne qui participent aux Jeux olympiques d'été de 2012, ainsi que leurs statistiques au cours de l'épreuve,.
| #          | Nom               | Club                | Âge        | Joués      | But inscrit | Averti     | Carton jaune · Carton jaune · Carton rouge | Carton rouge |
| Entraîneur | Entraîneur        | Entraîneur          | Entraîneur | Entraîneur | Entraîneur  | Entraîneur | Entraîneur                                 | Entraîneur   |
| ---------- | ----------------- | ------------------- | ---------- | ---------- | ----------- | ---------- | ------------------------------------------ | ------------ |
|            | Luis Milla        |                     |            |            |             |            |                                            |              |
| Gardiens   |                   |                     |            |            |             |            |                                            |              |
| 1          | David de Gea      | Manchester United   | 21         | 3          | 0           | 0          | 0                                          | 0            |
| 18         | Diego Mariño      | Villarreal CF       | 22         | 0          | 0           | 0          | 0                                          | 0            |
| Défenseurs |                   |                     |            |            |             |            |                                            |              |
| 2          | César Azpilicueta | Chelsea             | 22         | 1          | 0           | 0          | 0                                          | 0            |
| 3          | Álvaro Domínguez  | Borussia M'Gladbach | 23         | 2          | 0           | 1          | 0                                          | 0            |
| 5          | Íñigo Martínez    | Real Sociedad       | 21         | 2          | 0           | 1          | 0                                          | 1            |
| 6          | Jordi Alba        | FC Barcelone        | 23         | 2          | 0           | 1          | 0                                          | 0            |
| 12         | Martín Montoya    | FC Barcelone        | 21         | 2          | 0           | 1          | 0                                          | 0            |
| 13         | Alberto Botía     | Sporting de Gijón   | 23         | 2          | 0           | 1          | 0                                          | 0            |
| Milieux    |                   |                     |            |            |             |            |                                            |              |
| 4          | Javi Martínez     | Athletic Bilbao     | 23         | 3          | 0           | 1          | 0                                          | 0            |
| 8          | Iker Muniain      | Athletic Bilbao     | 19         | 2          | 0           | 1          | 0                                          | 0            |
| 10         | Juan Mata         | Chelsea             | 24         | 3          | 0           | 2          | 0                                          | 0            |
| 11         | Koke              | Atlético de Madrid  | 20         | 3          | 0           | 0          | 0                                          | 0            |
| 14         | Oriol Romeu       | Chelsea             | 20         | 2          | 0           | 0          | 0                                          | 0            |
| 15         | Isco              | Málaga CF           | 20         | 3          | 0           | 0          | 0                                          | 0            |
| 17         | Ander Herrera     | Athletic Bilbao     | 22         | 3          | 0           | 0          | 0                                          | 0            |
| Attaquants |                   |                     |            |            |             |            |                                            |              |
| 7          | Adrián López      | Atlético de Madrid  | 24         | 3          | 0           | 0          | 0                                          | 0            |
| 9          | Rodrigo Machado   | Benfica Lisbonne    | 21         | 2          | 0           | 0          | 0                                          | 0            |
| 16         | Cristian Tello    | FC Barcelone        | 20         | 3          | 0           | 1          | 0                                          | 0            |

### Honduras
Ci-dessous, la liste des joueurs du Honduras qui participent aux Jeux olympiques d'été de 2012, ainsi que leurs statistiques au cours de l'épreuve,.
| #          | Nom             | Club                   | Âge        | Joués      | But inscrit | Averti     | Carton jaune · Carton jaune · Carton rouge | Carton rouge |
| Entraîneur | Entraîneur      | Entraîneur             | Entraîneur | Entraîneur | Entraîneur  | Entraîneur | Entraîneur                                 | Entraîneur   |
| ---------- | --------------- | ---------------------- | ---------- | ---------- | ----------- | ---------- | ------------------------------------------ | ------------ |
|            | Luis Suárez     |                        |            |            |             |            |                                            |              |
| Gardiens   |                 |                        |            |            |             |            |                                            |              |
| 1          | José Mendoza    | CD Platense            | 23         | 4          | 0           | 1          | 0                                          | 0            |
| 18         | Francisco Reyes | CD Olimpia             | 22         | 0          | 0           | 0          | 0                                          | 0            |
| Défenseurs |                 |                        |            |            |             |            |                                            |              |
| 2          | Wilmer Crisanto | CD Victoria            | 23         | 3          | 0           | 1          | 1                                          | 0            |
| 3          | Maynor Figueroa | Wigan Athletic         | 29         | 4          | 0           | 1          | 0                                          | 0            |
| 4          | Hilder Colón    | Real España            | 23         | 0          | 0           | 0          | 0                                          | 0            |
| 5          | José Velásquez  | CD Victoria            | 22         | 4          | 0           | 2          | 0                                          | 0            |
| 12         | Orlin Peralta   | CD Vida                | 22         | 4          | 0           | 0          | 0                                          | 0            |
| 16         | Johnny Leverón  | CD Motagua             | 22         | 4          | 0           | 1          | 0                                          | 0            |
| Milieux    |                 |                        |            |            |             |            |                                            |              |
| 6          | Arnold Peralta  | CD Vida                | 23         | 3          | 0           | 3          | 0                                          | 0            |
| 7          | Mario Martínez  | Real España            | 22         | 4          | 1           | 0          | 0                                          | 0            |
| 8          | Alfredo Mejía   | CD Motagua             | 22         | 4          | 0           | 1          | 0                                          | 0            |
| 10         | Alexander López | CD Olimpia             | 20         | 3          | 0           | 0          | 0                                          | 0            |
| 14         | Andy Najar      | D.C. United            | 19         | 3          | 0           | 1          | 0                                          | 0            |
| 15         | Roger Espinoza  | Kansas City Wizards    | 25         | 3          | 1           | 2          | 1                                          | 0            |
| 17         | Luis Garrido    | CD Olimpia             | 21         | 3          | 0           | 1          | 0                                          | 0            |
| Attaquants |                 |                        |            |            |             |            |                                            |              |
| 9          | Anthony Lozano  | Valence FC             | 19         | 4          | 0           | 0          | 0                                          | 0            |
| 11         | Jerry Bengtson  | New England Revolution | 25         | 4          | 3           | 0          | 0                                          | 0            |
| 13         | Eddie Hernández | CD Platense            | 21         | 1          | 0           | 0          | 0                                          | 0            |

### Japon
Ci-dessous, la liste des joueurs du Japon qui participent aux Jeux olympiques d'été de 2012, ainsi que leurs statistiques au cours de l'épreuve,.
| #          | Nom               | Club                     | Âge        | Joués      | But inscrit | Averti     | Carton jaune · Carton jaune · Carton rouge | Carton rouge |
| Entraîneur | Entraîneur        | Entraîneur               | Entraîneur | Entraîneur | Entraîneur  | Entraîneur | Entraîneur                                 | Entraîneur   |
| ---------- | ----------------- | ------------------------ | ---------- | ---------- | ----------- | ---------- | ------------------------------------------ | ------------ |
|            | Takashi Sekizuka  |                          |            |            |             |            |                                            |              |
| Gardiens   |                   |                          |            |            |             |            |                                            |              |
| 1          | Shuichi Gonda     | FC Tokyo                 | 23         | 6          | 0           | 0          | 0                                          | 0            |
| 18         | Shunsuke Ando     | Kawasaki Frontale        | 21         | 0          | 0           | 0          | 0                                          | 0            |
| Défenseurs |                   |                          |            |            |             |            |                                            |              |
| 2          | Yuhei Tokunaga    | FC Tokyo                 | 28         | 5          | 0           | 1          | 0                                          | 0            |
| 5          | Maya Yoshida      | VVV Venlo                | 23         | 6          | 1           | 0          | 0                                          | 0            |
| 8          | Kazuya Yamamura   | Kashima Antlers          | 22         | 3          | 0           | 0          | 0                                          | 0            |
| 13         | Daisuke Suzuki    | Albirex Niigata          | 21         | 6          | 0           | 0          | 0                                          | 0            |
| 4          | Hiroki Sakai      | Hanovre 96               | 22         | 4          | 0           | 1          | 0                                          | 0            |
| 12         | Gotoku Sakai      | VfB Stuttgart            | 21         | 4          | 0           | 0          | 0                                          | 0            |
| Milieux    |                   |                          |            |            |             |            |                                            |              |
| 17         | Hiroshi Kiyotake  | FC Nuremberg             | 22         | 6          | 0           | 0          | 0                                          | 0            |
| 6          | Taisuke Muramatsu | Shimizu S-Pulse          | 22         | 1          | 0           | 0          | 0                                          | 0            |
| 10         | Keigo Higashi     | Omiya Ardija             | 21         | 6          | 0           | 0          | 0                                          | 0            |
| 16         | Hotaru Yamaguchi  | Cerezo Osaka             | 21         | 6          | 0           | 0          | 0                                          | 0            |
| 3          | Takahiro Ogihara  | Cerezo Osaka             | 20         | 5          | 0           | 1          | 0                                          | 0            |
| 14         | Takashi Usami     | Hoffenheim               | 20         | 4          | 0           | 0          | 0                                          | 0            |
| Attaquants |                   |                          |            |            |             |            |                                            |              |
| 11         | Kensuke Nagai     | Standard de Liège        | 23         | 6          | 2           | 0          | 0                                          | 0            |
| 7          | Yuki Otsu         | Borussia Mönchengladbach | 22         | 6          | 3           | 1          | 0                                          | 0            |
| 15         | Manabu Saito      | Yokohama F·Marinos       | 22         | 5          | 0           | 1          | 0                                          | 0            |
| 9          | Kenyu Sugimoto    | Tokyo Verdy              | 19         | 4          | 0           | 1          | 0                                          | 0            |

### Maroc
Ci-dessous, la liste des joueurs du Maroc qui participent aux Jeux olympiques d'été de 2012, ainsi que leurs statistiques au cours de l'épreuve,.
| #          | Nom                    | Club               | Âge        | Joués      | But inscrit | Averti     | Carton jaune · Carton jaune · Carton rouge | Carton rouge |
| Entraîneur | Entraîneur             | Entraîneur         | Entraîneur | Entraîneur | Entraîneur  | Entraîneur | Entraîneur                                 | Entraîneur   |
| ---------- | ---------------------- | ------------------ | ---------- | ---------- | ----------- | ---------- | ------------------------------------------ | ------------ |
|            | Pim Verbeek            |                    |            |            |             |            |                                            |              |
| Gardiens   |                        |                    |            |            |             |            |                                            |              |
| 1          | Mohamed Amsif          | FC Augsbourg       | 23         | 3          | 0           | 0          | 0                                          | 0            |
| 18         | Yassine Bounou         | Atlético Madrid B  | 21         | 0          | 0           | 0          | 0                                          | 0            |
| Défenseurs |                        |                    |            |            |             |            |                                            |              |
| 2          | Abdellatif Noussir     | FUS de Rabat       | 22         | 3          | 0           | 1          | 0                                          | 0            |
| 3          | Mohamed Abarhoun       | Moghreb de Tetouan | 23         | 3          | 0           | 0          | 0                                          | 0            |
| 4          | Abdelhamid El Kaoutari | Montpellier HSC    | 22         | 2          | 0           | 0          | 0                                          | 0            |
| 5          | Zakarya Bergdich       | RC Lens            | 23         | 1          | 0           | 0          | 0                                          | 1            |
| 13         | Zouhair Feddal         | RCD Espanyol B     | 23         | 1          | 0           | 1          | 0                                          | 0            |
| 16         | Yassine Jebbour        | Stade rennais      | 20         | 3          | 0           | 0          | 0                                          | 0            |
| Milieux    |                        |                    |            |            |             |            |                                            |              |
| 6          | Imad Najah             | PSV Eindhoven B    | 21         | 2          | 0           | 0          | 0                                          | 0            |
| 8          | Driss Fettouhi         | FC Istres          | 22         | 3          | 0           | 1          | 0                                          | 0            |
| 10         | Abdelaziz Barrada      | Getafe CF          | 23         | 3          | 1           | 1          | 0                                          | 0            |
| 12         | Omar El Kaddouri       | Brescia Calcio     | 21         | 2          | 0           | 0          | 0                                          | 0            |
| 14         | Houssine Kharja        | Al-Arabi SC        | 29         | 3          | 0           | 1          | 0                                          | 0            |
| 15         | Rayan Frikeche         | Angers SCO         | 20         | 0          | 0           | 0          | 0                                          | 0            |
| Attaquants |                        |                    |            |            |             |            |                                            |              |
| 7          | Zakaria Labyad         | PSV Eindhoven      | 19         | 3          | 1           | 0          | 0                                          | 0            |
| 9          | Nordin Amrabat         | Galatasaray        | 25         | 3          | 0           | 0          | 0                                          | 0            |
| 11         | Soufiane Bidaoui       | Lierse SK          | 22         | 3          | 0           | 1          | 0                                          | 0            |
| 17         | Soufian El Hassnaoui   | De Graafschap      | 22         | 2          | 0           | 0          | 0                                          | 0            |